# Pierre Mila Assouté
Pierre Mila Assouté, né à Nkongsamba le 30 mai 1957, est un homme politique camerounais, président du Rassemblement démocratique pour la modernité du Cameroun (RDMC) et opposant au régime de Paul Biya. Il se définit comme le Chef suprême du peuple de Santchou encore appelé San-Nzock qui signifie « le père de l'éléphant » en langue Mbo.   

## Biographie
Poussé à l'exil forcé en France depuis 2005, il réside à Paris où il continue son combat politique qui est de moderniser le Cameroun.
Les candidatures de Pierre Mila Assouté aux élections présidentielles de 2004 et 2011 avaient été rejetées arbitrairement[réf. nécessaire] par le régime en place au Cameroun.

## Mandats et fonctions[6]
- 1983-1988 : Député de la Menoua
- 1997-2001 : Consultant à la Présidence de la République et consultant auprès du Ministère de la Défense et du Ministère de la Justice